# Rakouská služba na památku holokaustu
Rakouská služba na památku holokaustu (německy Österreichischer Gedenkdienst) je rakouský spolek, jehož členové se zabývají otázkami holokaustu.

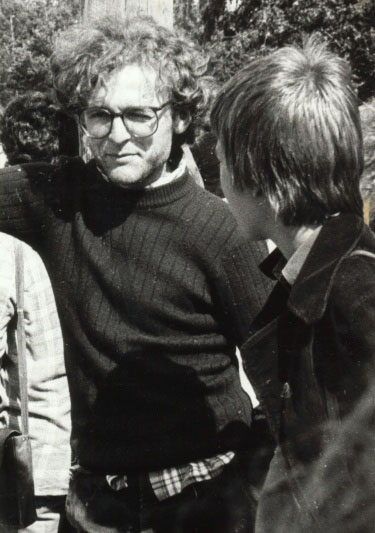
Andreas Maislinger během účasti na Aktion Sühnezeichen Friedensdienste – Polsko, 1981

Členové spolku pracují v místech, kde se nacházejí památníky holokaustu. Členové Gedenkdienstu však mohou pracovat i v různých židovských výzkumných a sociálních institucích. Gedenkdienst byl založen innsbruckým politologem Dr. Andreasem Maislingerem, který byl inspirován tzv. "Akcí pokání, zadostiučinění a mírových služeb". S touto akcí se seznámil v Berlíně; stal se jejím členem a v rámci této akce pracoval jistý čas jako dobrovolník v Muzeu Auschwitz-Birkenau. Poté, co rakouský parlament v roce 1991 schválil potřebný zákon, bylo Dr. Maislingerovi umožněno vytvořit nezávislou organizaci, která se stala známou jako Gedenkdienst.
Gedenkdienst má za úkol zdůrazňovat doznání spoluviny Rakouska na holokaustu a zároveň zodpovědnost všech v boji za "never again" – v boji za to, aby se takové události, jako je holokaust, již nikdy neopakovaly (to uvedl i rakouský spolkový kancléř Franz Vranitzky v proslovu z června 1993).[zdroj?]
Zplnomocnění vysílat pracovníky Gedenkdienstu do všech existujících světových partnerských organizací rakouská vláda vydala organizaci Spolek pro služby v zahraničí.[zdroj?]
V Praze Gedenkdienst zajišťuje, že rakouští dobrovolníci mohou pracovat v rámci Židovské obce. Rakouští dobrovolníci pomáhají v domovech důchodců, rozvážejí obědy seniorům nebo pomáhají při náboženských slavnostech.

## Místa působení
Argentina
- Buenos Aires – Centro de Atencion Integral a la Ninez y Adolescencia (1998)

 Austrálie
- Melbourne – Jewish Holocaust Museum and Research Centre (2007)
- Melbourne – Jewish Museum of Australia (2007)

 Brazílie
- Petrópolis – Casa Stefan Zweig (2007)

 Bulharsko
- Sofie – Schalom – Židovská organizace v Bulharsku (2004)

 Belgie
- Brusel – La Mémoire d'Auschwitz[nedostupný zdroj] (1999)

 Česko
- Praha – Židovská obec (1998)

 Čína
- Harbin – Harbin Jewish Research Center
- Šanghaj – Center of Jewish Studies (2005)

 Chorvatsko
- Jasenovac – Koncentrační tábor Jasenovac

 Francie
- Oradour – Centre de la mémoire|Centre de la Mémoire d'Oradour (2000)
- Paříž – Amicale de Mauthausen (2008)
- Paříž – La Fondation pour la Mémoire de la Déportation (1999)

 Itálie
- Como – Istituto di Storia Contemporanea "Pier Amato Perretta"(ISC) (2002)
- Milán – Centro Di Documentazione Ebraica Contemporanea (1999)
- Prato – Museo della Deportazione Archivováno 6. 7. 2020 na Wayback Machine. (2008)

 Izrael
- Jeruzalém – St. Vincent-Ein Kerem (2001)
- Jeruzalém – Yad Vashem (2001)

 Kanada
- Montreal – Montreal Holocaust Memorial Centre|Holocaust Memorial Centre (1998)
- Montreal – Kleinmann Family Foundation Montreal (2002)
- Toronto – Sarah and Chaim Neuberger Holocaust Education Centre / Hillel Canada (2010)

 Maďarsko
- Budapešť – Evropské centrum pro práva Romů (2002)

 Německo
- Berlín – Židovské muzeum v Berlíně (1999)
- Moringen – Koncentrační tábor ve městě Moringen (1999)
- Mnichov – Židovské muzeum v Mnichově (2008)

 Nizozemsko
- Amsterdam – UNITED for Intercultural Action (2002, 2010)

 Norsko
- Oslo – Jewish Community (2000)

 Polsko
- Oświęcim – Auschwitz Jewish Center (2004)
- Kraków – Judaica Foundation – Center For Jewish Culture (1999)
- Kraków – Galicia Jewish Museum (2010)
- Kraków – Polish Humanitarian Organisation (2004)
- Varšava – Jewish Museum Warsaw (2008)

 Rakousko
- Braunau am Inn – Dům odpovědnosti

 Rusko
- Moskva – Russian Research and Educational Holocaust Center (2000)

 Slovinsko
- Ljubljana – National Museum of Contemporary History (2010)

 Švédsko
- Uppsala – Uppsala Programme for Holocaust and Genocide Studies (2008)
- Stockholm – Forum för levande historia (2009)

 Spojené království
- Londýn – The National Yad Vashem Charitable Trust Archivováno 12. 6. 2011 na Wayback Machine. (1999)
- Londýn – Wiener Library|Institute of Contempory History and Wiener Library (1998)

 Spojené státy americké
- Chicago – Illinois Holocaust Museum and Education Center (2010)
- Detroit – Holocaust Memorial Center (1999)
- Houston – Muzeum holokaustu v Houstonu (1999)
- Los Angeles – Los Angeles Museum of the Holocaust (2007)
- Los Angeles – Simon Wiesenthal Center (1998)
- Los Angeles – USC Shoah Foundation Institute for Visual History and Education (1999)
- New York – Gay Men's Health Crisis (1999)
- New York – Museum of Jewish Heritage (2000)
- New York – Anti Defamation League (2008)
- New York – American Jewish Committee (2009)
- Reno – Center for Holocaust, Genocide & Peace Studies (1999)
- Richmond – Virginia Holocaust Museum (1999)
- Saint Petersburg – Florida Holocaust Museum|The Florida Holocaust Museum (1999)
- San Francisco – Holocaust Center of Northern California (1999)

 Turecko
- Istanbul – Jewish Museum Istanbul